# Miluani
Miluani (Hongaars Milvány) is een dorp in de Roemeense provincie Sălaj in Transsylvanië. In 2002 had het 112 inwoners. Hongaarse documenten vermelden het dorp voor het eerst in 1320 als Miluad. Vanaf de 13de eeuw was het gebied bezit van de Hongaarse clan Zsombor. In de 16de eeuw schonk de prins van Transsylvanië, Sigismund Báthori, het aan de baronnen Elefanthy. Het dorp maakte deel uit van Transsylvanië binnen Oostenrijk-Hongarije, en tot 1876 behoorde het tot de provincie Doboka, waarna het opgenomen werd in de provincie Kolozs. In 1920 werd het een deel van Roemenië na het Verdrag van Trianon, maar na de Tweede Scheidsrechterlijke Uitspraak van Wenen werd het opnieuw geannexeerd door Hongarije. In 1944 werd het Archief van de Hongaarse Gereformeerde Kerk in Hida verbrand door etnisch Roemeense rebellen van Miluani. 
Miluani is bekend vanwege zijn korrel en zonnebloemproductie.
De orthodoxe kerk werd gebouwd in de 16e eeuw en er werd een nieuwe gebouwd in 1920. Miluani is gelieerd aan de rooms-katholieke parochie van Chidea; daar waren vroeger de pastores Franciscanen, en dit tot 1897. 
Verder staat in het dorp nog een monumentale Hongaars gereformeerde kerk. Doordat er geen Hongaren meer wonen in het dorp is de kerk niet meer in gebruik.
Beroemde (ex-)inwoners:
- József Nyírő, Hongaars schrijver en politicus